# Disregulación emocional
La disregulación emocional se caracteriza por una incapacidad para responder de manera flexible y gestionar los estados emocionales, lo que resulta en reacciones emocionales intensas y prolongadas que se desvían de las normas sociales, considerando la naturaleza de los estímulos ambientales encontrados. Estas reacciones no solo se apartan de las normas sociales aceptadas, sino que también superan lo que informalmente se considera apropiado o proporcional a los estímulos enfrentados.
A menudo se relaciona con factores físicos como una lesión cerebral, o factores psicológicos como experiencias adversas en la infancia, y el maltrato continuo, incluyendo abuso infantil, negligencia, o abuso institucional.
La disregulación emocional puede estar presente en personas con trastornos psiquiátricos y trastornos del neurodesarrollo como el trastorno por déficit de atención con hiperactividad, el trastorno del espectro autista, el trastorno bipolar, el trastorno límite de la personalidad, el trastorno de estrés postraumático complejo, y los trastornos del espectro alcohólico fetal. En casos como el trastorno límite de la personalidad y el trastorno de estrés postraumático complejo, la hipersensibilidad a los estímulos emocionales provoca un retorno más lento a un estado emocional normal y puede reflejar déficits en las regiones reguladoras prefrontales. El daño a las cortezas frontales del cerebro puede causar déficits en el comportamiento que afectan gravemente la capacidad de una persona para gestionar su vida diaria. Por ello, el período posterior a una lesión cerebral traumática, como un trastorno del lóbulo frontal, puede estar marcado por disregulación emocional. Esto también ocurre con las enfermedades neurodegenerativas.
Las posibles manifestaciones de la disregulación emocional incluyen llanto extremo, estallidos de ira o comportamientos explosivos como destruir o lanzar objetos, agresión hacia uno mismo o hacia otros, y amenazas de quitarse la vida. La disregulación emocional puede conducir a problemas de comportamiento y puede interferir con las interacciones sociales y las relaciones de una persona en el hogar, la escuela o el lugar de trabajo.

## Psicopatología infantil
Existen vínculos entre la disregulación emocional en la infancia y la posterior psicopatología. Por ejemplo, los síntomas del TDAH están asociados con problemas de regulación emocional, motivación y neuroexcitación. Un estudio encontró una conexión entre la disregulación emocional a los 5 y 10 meses, y los problemas de ira y angustia reportados por los padres a los 18 meses. Los comportamientos que mostraban bajos niveles de regulación emocional a los 5 meses también estaban relacionados con comportamientos de desobediencia a los 30 meses. Aunque se han encontrado vínculos entre la disregulación emocional y la psicopatología infantil, aún no están claros los mecanismos que explican la relación entre la disregulación emocional temprana y la psicopatología posterior.

## Síntomas
El tabaquismo, las autolesiones, los trastornos alimentarios y la adicción se han asociado con la disregulación emocional. Los trastornos somatoformes pueden ser causados por una disminución en la capacidad para regular y experimentar emociones o por una incapacidad para expresar emociones de manera positiva. Las personas que tienen dificultad para regular las emociones están en riesgo de desarrollar trastornos alimentarios y abuso de sustancias, ya que utilizan la comida o las sustancias como una forma de regular sus emociones. La disregulación emocional también se encuentra en personas que tienen un mayor riesgo de desarrollar un trastorno mental, particularmente un trastorno afectivo como depresión o trastorno bipolar.

### Infancia
La disregulación es más prevalente en este grupo de edad y generalmente se observa que disminuye a medida que los niños se desarrollan. Durante la primera infancia, la disregulación emocional o la reactividad se considera situacional más que indicativa de trastornos emocionales. Es importante considerar los trastornos del estado de ánimo de los padres como determinantes genéticos y ambientales. Los hijos de padres con síntomas de depresión tienen menos probabilidades de aprender estrategias para regular sus emociones y están en riesgo de heredar un trastorno del estado de ánimo. Cuando los padres tienen dificultades para regular sus emociones, a menudo no pueden enseñar a sus hijos a hacerlo adecuadamente. El papel de los padres en el desarrollo de un niño es reconocido por la teoría del apego, que argumenta que las características de la relación cuidador-niño impactan las relaciones futuras. Los estudios actuales indican que las relaciones entre padres e hijos caracterizadas por menos afecto y mayor hostilidad pueden dar lugar a que los niños desarrollen problemas de regulación. Si las necesidades emocionales del niño son ignoradas o rechazadas, pueden experimentar mayores dificultades para manejar emociones en el futuro. Además, el conflicto entre los padres está relacionado con un aumento de la reactividad emocional o disregulación en los niños. Otros factores involucrados incluyen la calidad de la relación con los pares, el temperamento del niño y la comprensión social o cognitiva. Además, el duelo puede contribuir a la disregulación emocional.
Estudios han demostrado que las fallas en la regulación emocional pueden estar relacionadas con la manifestación de fenómenos de paso al acto, trastornos externalizantes o problemas de  comportamiento. Cuando se les presentaban tareas desafiantes, los niños que presentaban defectos en la regulación emocional (alto riesgo) dedicaban menos tiempo a las tareas y más tiempo a hacer rabietas o a inquietarse que los niños sin problemas de regulación emocional (bajo riesgo). Los niños de alto riesgo tuvieron dificultades con la autorregulación, problemas para cumplir con las solicitudes de los cuidadores y fueron más desafiantes. La disregulación emocional también se ha asociado con el retraimiento social infantil.

#### Comportamientos internalizados
La disregulación emocional en los niños puede estar asociada con comportamientos internalizados que incluyen:
- Exhibir emociones demasiado intensas para una situación.
- Dificultad para calmarse cuando están alterados.
- Dificultad para disminuir las emociones negativas.
- Ser menos capaces de calmarse por sí mismos.
- Dificultad para entender las experiencias emocionales.
- Volverse evasivos o agresivos al lidiar con emociones negativas.
- Experimentar más emociones negativas.

#### Comportamientos externalizados
La disregulación emocional en los niños puede estar asociada con comportamientos externalizados que incluyen:
- Exhibir emociones más extremas.
- Dificultad para identificar señales emocionales.
- Dificultad para reconocer sus propias emociones.
- Enfocarse en lo negativo.
- Dificultad para controlar su atención.
- Ser impulsivos.
- Dificultad para disminuir sus emociones negativas.
- Dificultad para calmarse cuando están alterados.

### Adolescencia
En los adolescentes, la disregulación emocional es un factor de riesgo para muchos trastornos de salud mental, incluidos los trastornos depresivos, los trastornos de ansiedad, el trastorno por estrés postraumático, el trastorno bipolar, el trastorno límite de la personalidad, el trastorno por consumo de sustancias, el trastorno por consumo de alcohol, los trastornos alimentarios, el trastorno negativista desafiante, y el trastorno de disregulación disruptiva del estado de ánimo. La disregulación también está asociada con autolesiones, ideación suicida, intentos de suicidio y comportamientos sexuales de riesgo. La disregulación emocional no es un diagnóstico, sino un indicador de un problema emocional o de comportamiento que puede requerir intervención.
La teoría del apego y la idea de un apego inseguro están implicadas en la disregulación emocional. Una mayor seguridad en el apego se correlaciona con menos disregulación emocional en las hijas. Además, se ha observado que más adolescentes femeninas luchan con la disregulación emocional que los masculinos. Usualmente se recomienda tratamiento profesional, como terapia o ingreso en una instalación psiquiátrica.

### Adultez
La disregulación emocional tiende a presentarse como respuestas emocionales que pueden parecer excesivas en comparación con la situación. Las personas con disregulación emocional pueden tener dificultades para calmarse, evitar sentimientos difíciles o enfocarse en lo negativo. En promedio, las mujeres tienden a obtener puntajes más altos en escalas de reactividad emocional que los hombres. Un estudio en el University College de Irlanda encontró que la disregulación se correlaciona con sentimientos negativos sobre la capacidad de uno para manejar emociones y la rumiación en adultos. También encontraron que la disregulación era común en una muestra de individuos no afectados por trastornos mentales.
Parte de la disregulación emocional, que es una característica central en el trastorno límite de la personalidad, es la "inestabilidad afectiva", que se manifiesta como cambios rápidos y frecuentes en el estado de ánimo de alta intensidad afectiva y un inicio rápido de las emociones, a menudo desencadenados por estímulos ambientales. El retorno a un estado emocional estable se retrasa notablemente, lo que exacerba el desafío de alcanzar el equilibrio emocional. Esta inestabilidad se intensifica aún más por una sensibilidad aguda a las señales psicosociales, lo que lleva a desafíos significativos para gestionar las emociones de manera efectiva.

## Impacto en las relaciones

### Relaciones establecidas
Las relaciones suelen estar vinculadas a un mayor bienestar, pero la insatisfacción en las relaciones puede conducir a un aumento de los divorcios, un empeoramiento de la salud y una mayor violencia. La disregulación emocional juega un papel en la calidad de la relación y la satisfacción general. Puede ser difícil para las personas emocionalmente desreguladas mantener relaciones saludables. Las personas que luchan con la disregulación emocional a menudo externalizan, internalizan o disocian cuando están expuestas a factores estresantes. Estos comportamientos son intentos de regular las emociones, pero a menudo son ineficaces para abordar el estrés en las relaciones. Esto comúnmente se presenta como ansiedad intensa en torno a las relaciones, poca capacidad para establecer y mantener límites, discusiones frecuentes y dañinas, preocupación por la soledad, temores sobre perder una relación, y sentimientos de celos o idealización hacia otros. Estos sentimientos pueden ir acompañados de comportamientos de búsqueda de apoyo como aferrarse, asfixiar o intentar controlar.
La contraparte de la disregulación emocional, la regulación emocional, fortalece las relaciones. La capacidad de regular las emociones negativas en particular está vinculada a un afrontamiento positivo y, por lo tanto, a una mayor satisfacción en la relación. Las habilidades de regulación emocional y comunicación están vinculadas al apego seguro, que se ha relacionado con un mayor apoyo de la pareja, así como con la apertura para discutir experiencias negativas y resolver conflictos. Por otro lado, la disregulación emocional tiene un impacto negativo en las relaciones. Múltiples estudios destacan los efectos de la disregulación emocional en la calidad de la relación. Un estudio encontró que la satisfacción en la relación es menor en parejas que carecen de control de impulsos o estrategias regulatorias. Otro estudio encontró que la reactividad emocional tanto de los esposos como de las esposas estaba negativamente vinculada con la calidad del matrimonio, así como con las percepciones de la capacidad de respuesta de la pareja. Las publicaciones concluyen que la disregulación aumenta los casos de crítica percibida, contribuye a la violencia física y psicológica y empeora la depresión, la ansiedad y las dificultades sexuales. También se ha observado que la disregulación disminuye la empatía y reduce la satisfacción, calidad e intimidad en las relaciones.

#### Salud sexual
Los estudios presentan conflictos sobre si niveles más altos de reactividad emocional están vinculados a aumentos o disminuciones en el deseo sexual. Además, este efecto podría diferir entre hombres y mujeres según las diferencias observadas en la reactividad emocional entre géneros. Algunas investigaciones sugieren que una mayor reactividad emocional en las mujeres está vinculada a una mayor atracción sexual en sus parejas masculinas. Sin embargo, las dificultades para regular las emociones se han relacionado con una peor salud sexual, tanto en términos de capacidad como de satisfacción general.
La disregulación emocional juega un papel en encuentros sexuales no consensuados y violentos. Las habilidades de regulación emocional previenen la coerción verbal al regular los sentimientos de atracción sexual en los hombres. En consecuencia, la falta de habilidades de regulación emocional puede causar comportamientos internalizados y externalizados en un contexto sexual. Esto puede significar violencia, que puede servir como una estrategia para regular la emoción. En un contexto no violento, las personas con apego inseguro pueden buscar satisfacer su necesidad de conexión o resolver problemas relacionales con sexo. La comunicación también puede verse obstaculizada, ya que la disregulación emocional se ha relacionado con una incapacidad para expresarse en situaciones sexuales. Esto puede llevar a la victimización, así como a más dificultades sexuales. Por lo tanto, la capacidad tanto de reconocer las emociones como de expresar emociones negativas es importante para la comunicación y el ajuste social, incluso en contextos sexuales.

#### Efectos mediadores
Si bien las características y experiencias personales pueden contribuir a comportamientos externalizados e internalizados, la regulación emocional tiene un aspecto interpersonal. Las parejas que co-regulan eficazmente tienen mayor satisfacción y estabilidad emocional. Discutir abiertamente las emociones en la relación puede ayudar a validar los sentimientos de inseguridad y fomentar la cercanía. Para las parejas que luchan con la disregulación emocional, hay tratamientos disponibles. La terapia de pareja ha demostrado ser un método efectivo para mejorar la satisfacción y la calidad de la relación al impactar positivamente el proceso de regulación emocional en las relaciones.

## Factores de protección
Las experiencias tempranas con los cuidadores pueden llevar a diferencias en la regulación emocional. La capacidad de respuesta de un cuidador a las señales de un bebé puede ayudar al bebé a regular sus sistemas emocionales. Los estilos de interacción del cuidador que abruman a un niño o que son impredecibles pueden socavar el desarrollo de la regulación emocional. Las estrategias efectivas implican trabajar con un niño para apoyar el desarrollo del autocontrol, como modelar un comportamiento deseado en lugar de exigirlo.
La riqueza de un entorno al que está expuesto un niño ayuda al desarrollo de la regulación emocional. Un entorno debe proporcionar niveles apropiados de libertad y restricción. El entorno debe permitir oportunidades para que un niño practique la autorregulación. Un entorno con oportunidades para practicar habilidades sociales sin sobreestimulación o frustración excesiva ayuda a un niño a desarrollar habilidades de autorregulación.

## Uso de sustancias
Se han explorado varias variables para explicar la conexión entre la disregulación emocional y el uso de sustancias en adultos jóvenes, como el maltrato infantil, los niveles de cortisol, el entorno familiar y los síntomas de depresión y ansiedad.
Vilhena-Churchill y Goldstein (2014) exploraron la asociación entre el maltrato infantil y la disregulación emocional. Se encontró que un maltrato infantil más severo estaba asociado con un aumento en la dificultad para regular las emociones, lo que a su vez estaba asociado con una mayor probabilidad de afrontarlo usando marihuana.
Kliewer et al. (2016) realizaron un estudio sobre la relación entre el clima emocional familiar negativo, la disregulación emocional, el cortisol anticipatorio reducido y el uso de sustancias en adolescentes. Se encontró que un clima emocional familiar negativo aumentado estaba asociado con altos niveles de disregulación emocional, lo que a su vez estaba asociado con un mayor uso de sustancias. Las niñas mostraron niveles de cortisol anticipatorio reducido, lo que también se asoció con un aumento en el uso de sustancias. Los eventos de la infancia y el clima familiar con disregulación emocional son factores que parecen estar vinculados al uso de sustancias.
Prosek, Giordano, Woehler, Price y McCullough (2018) exploraron la relación entre la salud mental y la regulación emocional en usuarios de sustancias ilícitas en un entorno universitario. Los usuarios de drogas ilícitas reportaron niveles más altos de síntomas de depresión y ansiedad. La disregulación emocional fue más prominente en los usuarios de drogas ilícitas en el sentido de que tenían menos claridad y eran menos conscientes de sus emociones cuando estas ocurrían.

## Tratamiento
Muchas personas experimentan disregulación y pueden luchar a veces con emociones incontrolables. Por lo tanto, es importante considerar los problemas subyacentes potenciales para determinar la gravedad. Dado que la capacidad de expresar y regular las emociones de manera adecuada está relacionada con mejores relaciones y salud mental, el apoyo parental puede ayudar a regular las emociones de los niños que luchan con la disregulación emocional. La capacitación para ayudar a los padres a abordar este problema se centra en la predictibilidad y la consistencia. Se considera que estos principios proporcionan consuelo al crear un sentido de familiaridad y, por lo tanto, seguridad.
Mientras que la terapia cognitivo-conductual es el tratamiento más ampliamente recetado para tales trastornos psiquiátricos, un tratamiento psicoterapéutico comúnmente recetado para la disregulación emocional es la terapia dialéctica conductual, una psicoterapia que promueve el uso de la atención plena, un concepto llamado dialéctica, y un énfasis en la importancia de la validación y el mantenimiento de hábitos de comportamiento saludables.
Cuando se diagnostica como parte del TDAH, los inhibidores de la recaptación de norepinefrina y dopamina como el metilfenidato (Ritalin) y la atomoxetina se utilizan a menudo. Algunos estudios también han mostrado promesas en términos de tratamientos no farmacológicos para personas con TDAH y problemas emocionales, aunque la investigación es limitada y requiere indagación adicional.
La desensibilización y reprocesamiento por movimientos oculares (EMDR) puede ayudar a la recuperación de la disregulación emocional en casos donde la disregulación es un síntoma de un trauma previo. Fuera de la terapia, existen estrategias útiles para ayudar a las personas a reconocer cómo se sienten y poner espacio entre un evento y su respuesta. Estas incluyen la atención plena, las afirmaciones y el diario de gratitud. La hipnosis también puede ayudar a mejorar la regulación emocional. El movimiento, como el yoga y el ejercicio aeróbico, también puede ser terapéutico al ayudar con la regulación y la capacidad de entender cómo la mente influye en el comportamiento.